# Jezioro Spore (województwo zachodniopomorskie)
Jezioro Spore (niem. Dorf See) – duże jezioro rynnowe w Polsce, położone w województwie zachodniopomorskim, w powiecie szczecineckim, w gminie Szczecinek.
Akwen leży na Pojezierzu Drawskim, zachodni brzeg jeziora otoczony jest przez zabudowania miejscowości Spore. Jezioro wykorzystywane jest w celach turystyczno-rekreacyjnych.